# Forum Aemilii
Forum Aemilii era un insediamento romano (specificatamente un forum graccano) situato lungo il tratto appenninico della via Appia antica, nella valle dell'Ufita.
Benché il toponimo Forum Aemilii non sia documentato da alcuna fonte coeva, esso è stato comunque dedotto a posteriori dal fatto che tale forum costituiva il caput viae (ossia il punto d'inizio) della via Aemilia, una diramazione della via Appia apparentemente diretta al non lontano vicus di Aequum Tuticum (benché la sua effettiva destinazione finale rimanga ignota). Il tracciato iniziale della via Aemilia è infatti ben attestato da due miliari, entrambi rinvenuti nel limitrofo territorio di Ariano Irpino.
Nonostante fosse situato nel cuore del Sannio irpino all'incrocio fra due antiche strade consolari, il forum ebbe vita breve: fondato nel II secolo a.C. fu poi definitivamente distrutto nel corso della guerra sociale, agli inizi del secolo successivo. I suoi resti, unitamente alle vestigia di un ponte romano (ma di epoca imperiale) sul fiume Ufita, costituiscono l'area archeologica di Flumeri, detta anche di Fioccaglia (o Fioccaglie) dal nome specifico della località presso cui è ubicata.

## Storia
Il forum sorgeva al centro della valle dell'Ufita su di un modesto terrazzo fluviale a un'altitudine di poco inferiore ai 400 m s.l.m., a monte della confluenza del torrente Fiumarella nel fiume Ufita. Benché tale area fosse già stata saltuariamente frequentata in epoca preistorica e protostorica, il forum dovette essere fondato ex-novo, poiché la zona risultava ormai disabitata nei secoli immediatamente precedenti l'occupazione romana.
L'insediamento doveva occupare una superficie totale di 12 o 13 ettari ed era dotato di strade larghe, rettilinee, pavimentate e munite di sottoservizi, mentre mancavano mura, fossati o altre opere difensive. Le abitazioni erano di vario tipo: alcune piuttosto modeste, altre invece decisamente di lusso, realizzate in opera cementizia di buona qualità con soffitti a lacunari, pavimenti in tessellato, colonne e altri elementi decorativi. Abbondante era la ceramica da cucina e da tavola, di colore diverso a seconda dei casi; numerose anche le tegole in terracotta. Alcuni manufatti erano finemente lavorati, altri presentavano bolli o graffiti in lingua osca, l'idioma parlato anticamente dai Sanniti e dagli Irpini.
A seguito della sanguinosa guerra sociale il forum fu però totalmente devastato da un incendio, come si evince dai numerosi resti carbonizzati rinvenuti. Dopo tale distruzione la stessa via Appia dovette essere deviata sulla sponda opposta del fiume Ufita, mentre un tratto del suo vecchio tracciato fu inglobato in un diverticolo che conduceva ad Herdonia passando per Trivicum (tale direttrice, percorsa da Orazio e da lui descritta nelle Satire, sarebbe stata successivamente risistemata e ridenominata via Aurelia). È invece incerto per quanto tempo rimanesse ancora in esercizio la via Aemilia; ad ogni modo il vicus di Aequum Tuticum (verso cui era diretta) raggiunse il suo massimo splendore relativamente tardi, in età traianea e adrianea, soprattutto dopo che fu realizzata la via Appia Traiana (la quale attraversava la valle del Miscano anziché la valle dell'Ufita). Certo è che il forum non fu mai più ricostruito, cadendo nell'oblio fino alla sua casuale scoperta avvenuta nel 1986, durante alcuni lavori di costruzione di un metanodotto.